# Scènes du Canada
Les Scènes du Canada sont la quatrième série de billets de banque en dollars canadiens émis par la Banque du Canada. Elle a été mise en circulation pour la première fois en 1970.
C'est la dernière série avec un billet de 1 $, ce dernier ayant commencé à être remplacé par une pièce de 1 dollar en 1987, il est imprimé pour la dernière fois en 1989.

## Billets
| Valeur | Couleur      | Description Resto           | Description Verso                                                             | Recto | Verso | Création | Emission         | Retrait           |
| ------ | ------------ | --------------------------- | ----------------------------------------------------------------------------- | ----- | ----- | -------- | ---------------- | ----------------- |
| 1 $    | Vert et noir | Élisabeth II                | Colline du Parlement (Ontario)                                                |       |       | 1973     | 3 juin 1974      | 30 juin 1989      |
| 2 $    | Terra cotta  | Élisabeth II                | Inuit durant un chasse sur l'Île de Baffin (Territoires du Nord-Ouest)        |       |       | 1974     | 5 août 1975      | 2 septembre 1986  |
| 5 $    | Bleu         | Wilfrid Laurier             | Navire à moteur BCP 45 dans le Détroit de Johnstone (Colombie-Britannique)    |       |       | 1972     | 4 décembre 1972  | 1er octobre 1979  |
| 5 $    | Bleu         | Wilfrid Laurier             | Navire à moteur BCP 45 dans le Détroit de Johnstone (Colombie-Britannique)    |       |       | 1979     | 1er octobre 1979 | 28 avril 1986     |
| 10 $   | Violet       | John A. Macdonald           | Usine de caoutchouc synthétique (Polymer Corporation (en)) à Sarnia (Ontario) |       |       | 1971     | 8 novembre 1971  | 27 juin 1989      |
| 20 $   | Vert         | Élisabeth II                | Moraine Lake and the Rocky Mountains (Alberta)                                |       |       | 1969     | 22 juin 1970     | 18 décembre 1978  |
| 20 $   | Vert         | Élisabeth II                | Moraine Lake and the Rocky Mountains (Alberta)                                |       |       | 1979     | 18 décembre 1978 | 29 juin 1993      |
| 50 $   | Rouge        | William Lyon Mackenzie King | Carrousel de la Gendarmerie royale du Canada                                  |       |       | 1975     | 31 mars 1975     | 1er décembre 1989 |
| 100 $  | Marron       | Robert Borden               | Port de Lunenburg (Nouvelle-Écosse)                                           |       |       | 1975     | 31 mai 1976      | 3 décembre 1990   |